# Labrosse
Labrosse foi uma comuna francesa na região administrativa do Centro, no departamento Loiret. Estendia-se por uma área de 4,14 km². Em 2010 a comuna tinha 79 habitantes (densidade: 19,1 hab./km²).
Em 1 de janeiro de 2016, passou a fazer parte da nova comuna de Le Malesherbois.